# Тальяферро, Марта
Марта Тальяферро (итал. Marta Tagliaferro, род. 4 ноября 1989, Новента-Вичентина, Венеция) — итальянская профессиональная велогонщица, выступавшая с 2008 по 2020 годы.

## Карьера

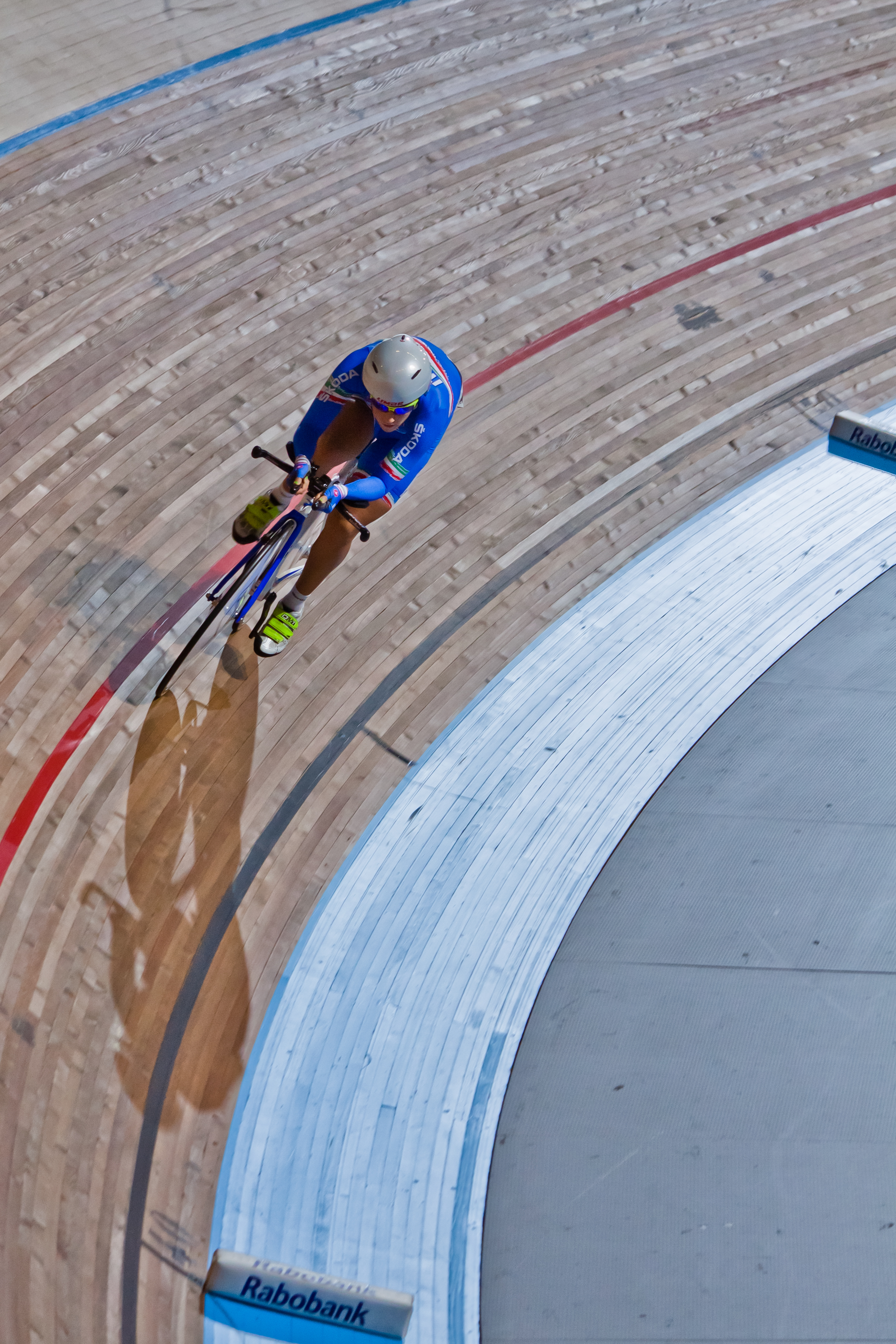
Марта Тальяферро в омниуме на Чемпионат Европы по трековому велоспорту 2011 в Апелдорне

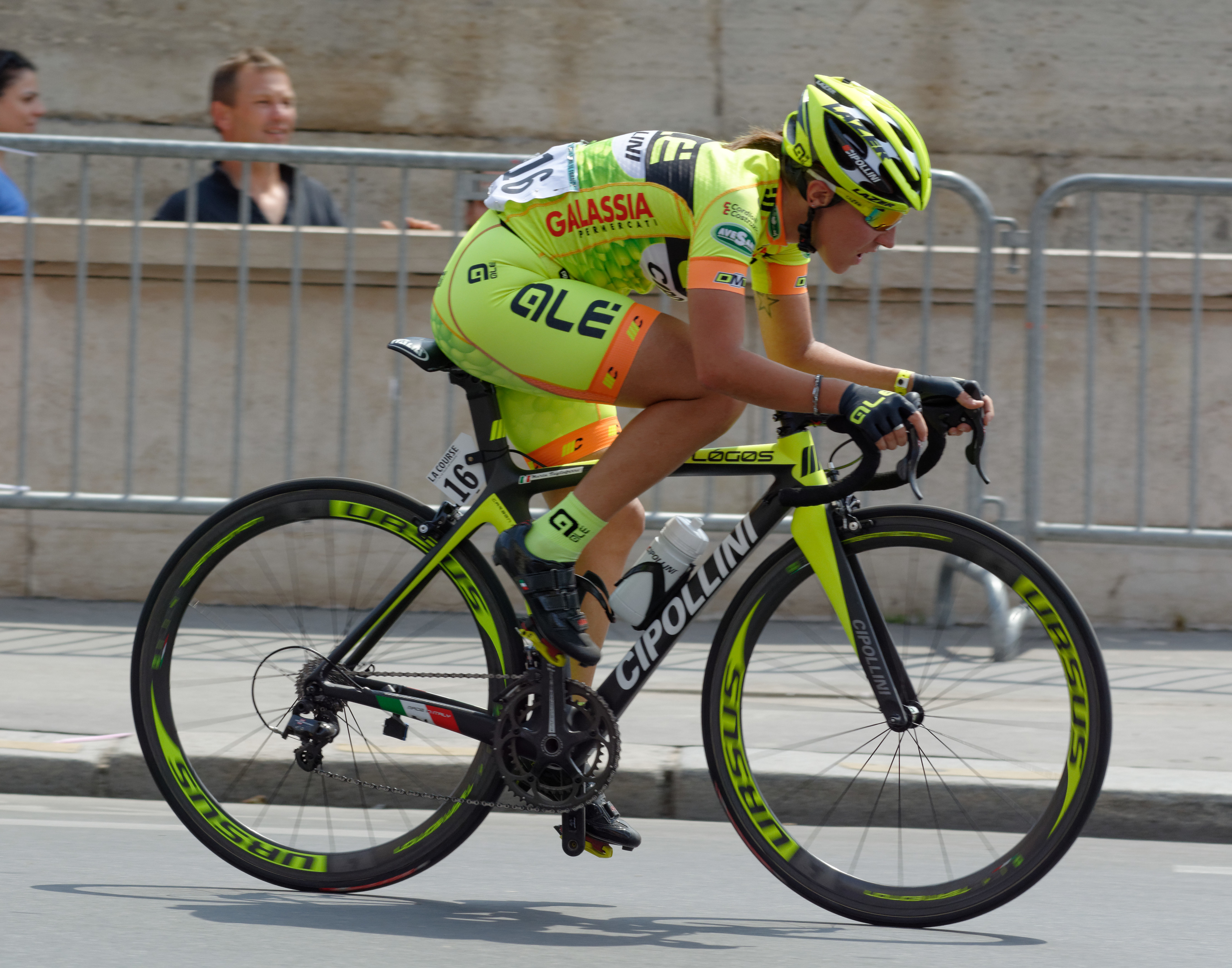
Марта Тальяферро в 2014 году в майке Alé-Cipollini

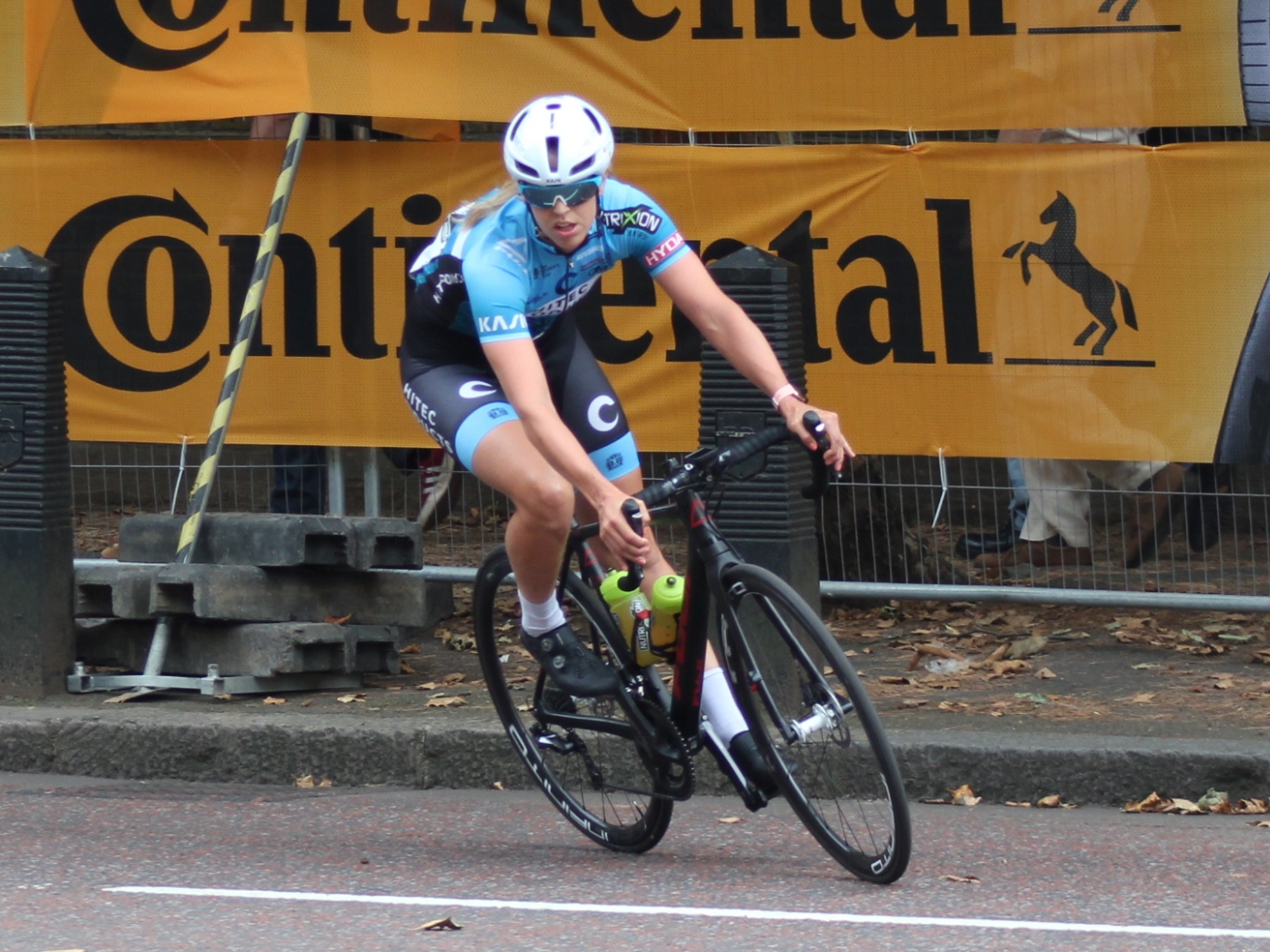
Марта Тальяферро на Райд Лондон Классик 2019

Марта Тальяферро начала заниматься велоспортом в возрасте восьми лет.
В возрасте 18 лет, в 2007 году, она стала чемпионкой Италии среди юниоров как на шоссе, в групповой гонке, так и на треке, в гонке по очкам и скрэтче. В том же году она приняла участие в Чемпионат мира по шоссейному велоспорту среди юниоров в Агуаскальентесе, заняв 29-е место в индивидуальной гонке, и в юниорском чемпионате Европы по шоссейному велоспорту в Софии, заняв 62-е место в индивидуальной гонке. Она также участвовала в юниорском чемпионате мира по трековому велоспорту в Агуаскальентесе, где заняла пятое место в гонке по очкам, и в юниорском чемпионате Европы до 23 лет в Котбусе, где завоевала бронзовую медаль в гонке по очкам среди юниоров.
В 2008 году она подписала свой первый контракт с женской командой UCI Titanedi-Frezza, с которой прошла свою первую Джиро д'Италия. Для трековых соревнований она была зарегистрирована в команде Fiamme Azzurre, а также дебютировала в составе сборной до 23 лет на чемпионате Европы в Прушкуве.
В 2009 году она перешла в команду Gauss, а затем в Top Girls Fassa Bortolo для участия в шоссейных гонках; она также дебютировала в основной сборной, приняв участие в командной гонке преследования (заняв 12-е место) на чемпионате мира по трековым велогонкам в Прушкуве. Также на Чемпионате Европы в Минске она стала чемпионкой в гонке по очкам в категории до 23 лет; в 2008 и 2009 годах она также была чемпионкой Италии в командной гонке преследования, в первом случае с Монией Баккаилле и Лаурой Дориа, во втором — с Баккаилле и Татьяной Гудерцо.
В последующие годы Тальяферро добилась наибольших успехов не в шоссейном велоспорте, а на треке.
Марта Тальяферро вошла в состав итальянской сборной до 23 лет на шоссе в 2010 году, заняв 50-е место в гонке на чемпионате Европы в Анкаре; на треке она завоевала свою третью и последнюю молодёжную медаль — серебро в гонке по очкам на чемпионате Европы среди юниоров в Санкт-Петербурге, а также приняла участие в командной гонке преследования на чемпионате мира в Баллерупе (заняла 14-е место) и выиграла титул чемпиона Италии в командном спринте в паре с Элизой Фризони.
В 2011 году она заняла 14-е место в омниуме на чемпионате Европы в Апелдорне. В 2011 году Марта Тальяферро перешла в MCipollini.
В 2012 году она была отобрана на весенние классические гонки Кубка мира (Тур Дренте, Трофей Альфредо Бинды — коммуны Читтильо и Тур Фландрии), во всех из которых она финишировала. Также она получила вызов в старшую сборную на групповую гонку чемпионата мира в Лимбурге (за год до этого она была запасной), в которой заняла 73-е место.
В 2013 году она участвовала в командной гонке на чемпионате мира в Тоскане в составе команды MCipollini, заняв пятое место, и выиграла гонку G.P. Hotel Fiera Bolzano. В том же году она стала двукратной чемпионкой Италии — в омниуме и, вместе с Беатрис Бартеллони, Еленой Чеккини и Татьяной Гудерцо, в командной гонке преследования. В следующем году эта четвёрка повторила успех.
Оставшись в команде Луизианы Пегораро, переименованной в Alé-Cipollini, Тальяферро участвует в Джиро д’Италия 2014 и 2015 годов.
В двухлетний период 2014—2015 годов она особенно заметна на треке: она заняла 11-е место в командной гонке преследования на чемпионате мира 2014 года в Кали и подтвердила звание чемпионки Италии в командной гонке преследования в 2014 году с Беатрис Бартеллони, Еленой Чеккини и Татьяной Гудерцо) и в 2015 году — с Мартой Бастианелли, Еленой Чеккини, Симоной Фраппорти и Татьяной Гудерцо.
В 2016 году, сосредоточившись в основном на шоссейных гонках, Марта Тальяферро выиграла по одному этапу на Туре Сан-Луиса и Грации Орловой, а также заняла вторые места на третьем этапе Джиро Роза и на четвёртом этапе Балуаз Ледис Тур.
В 2017 году она перешла в американскую Cylance, с которой приняла участие во всех весенних классиках календаря Мирового тура, а также в Джиро д'Италия, но без особых результатов.
В сезоне 2018 года она всё ещё участвовала в гонках на Джиро д'Италия.
В 2019 году она перешла в норвежскую команду Hitec Products, продолжая участвовать в нескольких гонках Мирового тура; в новой майке она выиграла в свой первый сезон Omloop van de IJsseldelta в Нидерландах и этап Женского Тура — На приз Чешской Швейцарии, а также заняла шестое место на Туре острова Чунмин.
В 2020 году она участвовала только в женском Туре Дубая. Завершила активную велосипедную карьеру по окончании сезона 2020 года.

## Достижения

### Трек
|                               | 2007 | 2008 | 2009 | 2010 | 2011 | 2013  | 2014  |
| ----------------------------- | ---- | ---- | ---- | ---- | ---- | ----- | ----- |
| Чемпионат Европы              |      |      |      |      |      |       |       |
| гонка по очкам                | 3    |      | 1    | 2    |      |       |       |
| Чемпионат Италии[fr]          |      |      |      |      |      |       |       |
| командная гонка преследования |      |      |      |      | 2    | [ b ] | [ c ] |
| командный спринт              | 3    |      |      |      |      |       |       |
| гонка по очкам                |      |      |      |      |      |       |       |
| скрэтч                        |      |      |      |      |      | 2     | 2     |
| омниум                        |      |      |      |      |      |       |       |
| кейрин                        |      |      |      |      |      | 3     |       |
| Кубок мира                    |      |      |      |      |      |       |       |
| командная гонка преследования |      | 3    |      |      |      |       |       |
| Международный кубок           |      |      |      |      |      |       |       |
| скрэтч                        |      |      |      |      |      | 3     |       |

### Шоссе
2007
 Чемпионат Италии, групповая гонка, юниоры
2012
3-я на Трофи д’Ор
9-я на Гран-при Плуэ — Бретань (Кубок мира)
2013
3-я на Классике Падуи
6-я на Туре острова Чунмин
2014
2-я на Туре острова Чжоушань
2016
2-й этап Тура Сан-Луиса
5-й этап Грация Орлова
2019
Omloop van de IJsseldelta
1-й этап Женского Тура — На приз Чешской Швейцарии

#### Статистика выступления наГранд-турах
| Гонка / Год | 2008 | 2009 | 2010 | 2011 | 2012 | 2013 | 2014 | 2015 | 2016 | 2017 | 2018 |
| ----------- | ---- | ---- | ---- | ---- | ---- | ---- | ---- | ---- | ---- | ---- | ---- |
| Джиро Роза  | 93   | DNF  | 77   | DNF  | 30   | 86   | 94   | 86   | 84   | 129  | 120  |

## Рейтинги
| Год                 | 2009  | 2010 | 2011  | 2012 | 2013 | 2014  | 2015 | 2016  | 2017  | 2018  | 2019  |
| ------------------- | ----- | ---- | ----- | ---- | ---- | ----- | ---- | ----- | ----- | ----- | ----- |
| Мировой рейтинг UCI | 235-й | 66-й | 245-й | 82-й | 43-й | 100-й | 89-й | 101-й | 381-й | 558-й | 106-й |
| Мировой тур UCI     |       |      |       |      |      |       |      | 92-й  | 146-й | 174-й | 49-й  |
|                     |       |      |       |      |      |       |      |       |       |       |       |
| Источник: UCI       |       |      |       |      |      |       |      |       |       |       |       |

### Комментарии
1. ↑  с Монией Баккаилле и Татьяной Гудерцо[англ.]
2. ↑  с Беатрис Бартеллони[англ.], Еленой Чеккини и Татьяной Гудерцо
3. ↑  с Беатрис Бартеллони[англ.], Еленой Чеккини и Татьяной Гудерцо